# Cymbomorpha vaginata
Cymbomorpha vaginata är en insektsart som beskrevs av Ernst Friedrich Germar. Cymbomorpha vaginata ingår i släktet Cymbomorpha och familjen hornstritar. Inga underarter finns listade i Catalogue of Life.